# Bistum Tanjung Selor

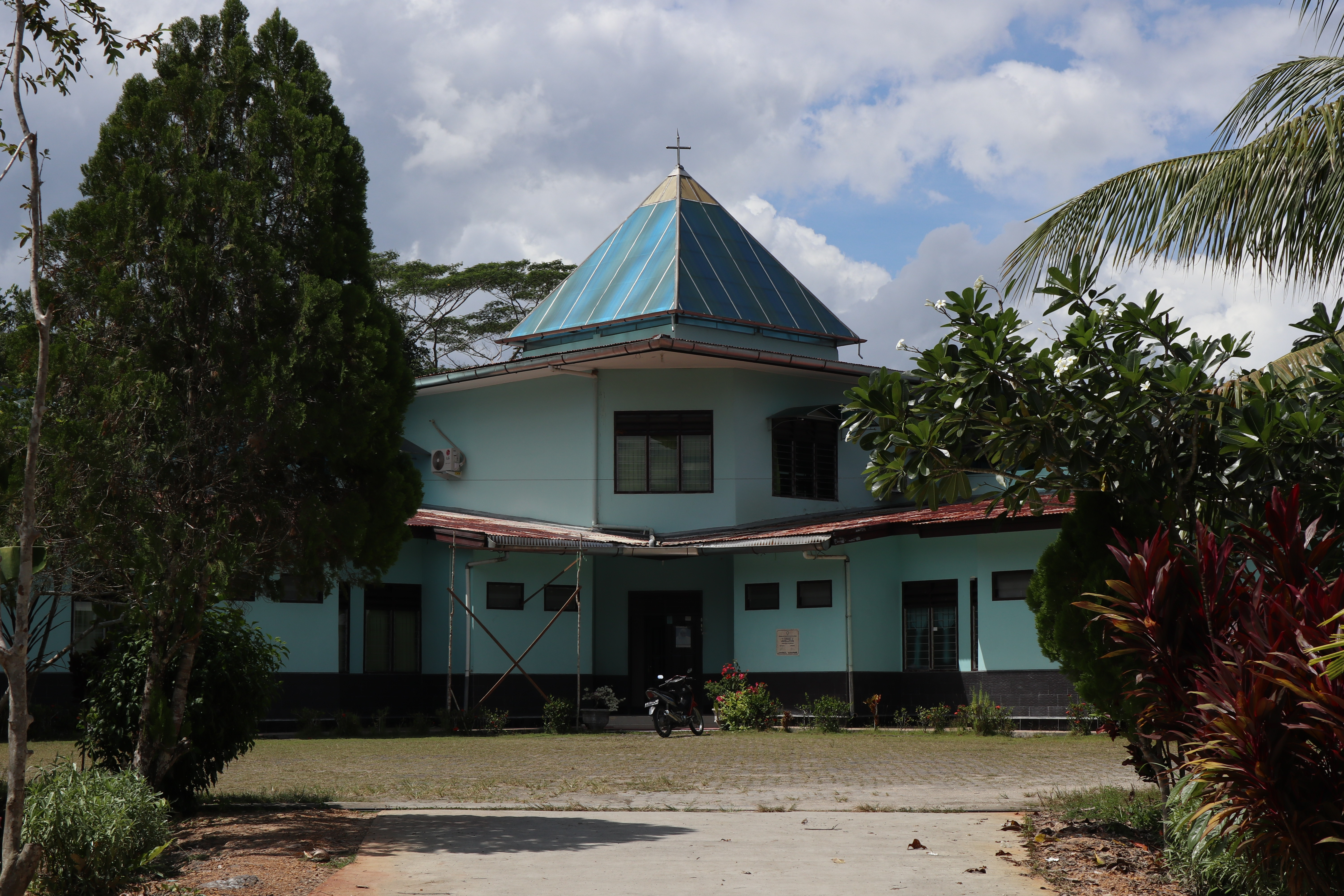
Kirche in der Diözese Tanjung Selor

Das Bistum Tanjung Selor (lateinisch Dioecesis Tanjungselorensis, indonesisch Keuskupan Tanjung Selor) ist eine in Indonesien gelegene römisch-katholische Diözese mit Sitz in Tanjung Selor.

## Geschichte
Das Bistum Tanjung Selor wurde am 9. Januar 2002 durch Papst Johannes Paul II. aus Gebietsabtretungen des Bistums Samarinda errichtet und dem Erzbistum Pontianak als Suffraganbistum unterstellt. Erster Bischof wurde Justinus Harjosusanto MSF.
Am 29. Januar 2003 wurde das Bistum Tanjung Selor dem Erzbistum Samarinda als Suffraganbistum unterstellt.

## Bischöfe
- Justinus Harjosusanto MSF (2002–2015, dann Erzbischof von Samarinda)
- Paulinus Yan Olla MSF (seit 2018)